# 佐藤力
佐藤 力（さとう　ちから、1932年3月14日 - 2025年2月17日）は、日本の応用物理学者・実業家。慶應義塾大学名誉教授。パデュー大学元教授。学位は博士。

## 来歴
1932年、宮城県仙台市生まれ。幼い頃から父(後述)に憧れて研究者を目指すようになる。宮城県仙台第二高等学校を卒業後、東京大学理科I類に入学。東京大学大学院を卒業後、慶應義塾大学にて研究者となる。同大学の助手、助教授、パデュー大学客員教授を経て、1967年に35歳で慶應義塾大学教授に就任。軍用、航空宇宙、携帯電話やwi-fiなど今日において幅広く利用されているスペクトラム拡散通信方式の研究、開発に尽力した。
1997年に慶應義塾大学を退官し名誉教授の称号を授与される。その後はKBK顧問や大崎電気工業相談役を歴任した。

## エピソード・家族
もともとは東京大学にて研究者の道を歩もうとしていたが、大学院時代ある慶應義塾大学の教員に『寿司を奢るからうちの大学に来い』と言われついて行ったという。
父親は名古屋工業大学学長であり1961年に学士院賞を受賞した佐藤知雄。妻は静岡の旧家、鈴木家の長女鈴木通子。息子の佐藤尚はフォトニックラティス代表取締役社長。作家の阿刀田高、LIXILグループINAX創業者一族である伊奈家などは親戚関係にある。